# Autoserica desaegeri
Autoserica desaegeri är en skalbaggsart som beskrevs av Louis Burgeon 1942. Autoserica desaegeri ingår i släktet Autoserica och familjen Melolonthidae. Inga underarter finns listade.